# Wahlkreis Darmstadt-Stadt I
Der Wahlkreis Darmstadt-Stadt I (Wahlkreis 49) ist ein Landtagswahlkreis in Hessen. Der Wahlkreis umfasst die statistischen Bezirke 110 bis 340, 610 bis 640, 810, 820, 910 und 920 der kreisfreien Stadt Darmstadt. Dies ist der nördliche Teil der Stadt mit den Stadtteilen Darmstadt-Mitte, Darmstadt-Nord, Darmstadt-Ost, Arheilgen, Kranichstein und Wixhausen.
Wahlberechtigt waren bei der letzten Landtagswahl 66.098 der rund 90.000 Einwohner. Der Wahlkreis galt früher als SPD-Hochburg; bis 1999 wurde der Wahlkreis immer von der SPD gewonnen.

## Wahl 2023
| Gegenstand der Nachweisung | Gegenstand der Nachweisung | Erst- stimmen | Erst- stimmen | Zweit- stimmen | Zweit- stimmen |
| Bewerber                   | Partei                     | Anzahl        | %             | Anzahl         | %              |
| -------------------------- | -------------------------- | ------------- | ------------- | -------------- | -------------- |
| Wahlberechtigte            | Wahlberechtigte            | 66.098        | 66.098        | 66.098         | 66.098         |
| Wähler                     | Wähler                     | 43.172        | 43.172        | 43.172         | 65,3           |
| Ungültige Stimmen          | Ungültige Stimmen          | 502           | 1,2           | 400            | 0,9            |
| Gültige Stimmen            | Gültige Stimmen            | 42.670        | 98,8          | 42.772         | 99,1           |
| davon                      |                            |               |               |                |                |
| Hartwig Jourdan            | CDU                        | 9.011         | 21,1          | 9.094          | 21,3           |
| Hildegard Förster-Heldmann | GRÜNE                      | 11.539        | 27,0          | 11.878         | 27,8           |
| Anne Marquardt             | SPD                        | 8.155         | 19,1          | 6.870          | 16,1           |
| Anja Swars                 | AfD                        | 4.362         | 10,2          | 4.547          | 10,6           |
| Marie-Katrin Guerdan       | FDP                        | 1.738         | 4,1           | 2.002          | 4,7            |
| Maria Stockhaus            | Die Linke                  | 2.646         | 6,2           | 2.935          | 6,9            |
| Andreas Trebing            | Freie Wähler               | 852           | 2,0           | 729            | 1,7            |
|                            | Tierschutzpartei           |               |               | 511            | 1,2            |
| Sidney Wilz                | Die PARTEI                 | 666           | 1,6           | 520            | 1,2            |
| Jürgen Sampel              | Piraten                    | 272           | 0,6           | 204            | 0,5            |
|                            | ÖDP                        |               |               | 128            | 0,3            |
|                            | P. f. schulm. Verjf.       |               |               | 14             | 0,0            |
|                            | V-Partei³                  |               |               | 210            | 0,5            |
| Jochen Sieck               | PdH                        | 253           | 0,6           | 216            | 0,5            |
|                            | ABG                        |               |               | 43             | 0,1            |
| Philipp Borgartz           | APPD                       | 91            | 0,2           | 61             | 0,1            |
|                            | Basis                      |               |               | 176            | 0,4            |
|                            | DKP                        |               |               | 46             | 0,1            |
|                            | DIE NEUE MITTE             |               |               | 11             | 0,0            |
| Ana Lena Herrling          | Volt                       | 2.846         | 6,7           | 2.394          | 5,6            |
| André Challier             | Klimaliste                 | 239           | 0,6           | 183            | 0,4            |

## Wahl 2018
| Gegenstand der Nachweisung | Gegenstand der Nachweisung | Wahlkreis- stimmen | Wahlkreis- stimmen | Landes- stimmen | Landes- stimmen |
| Kreiswahlbewerber/in       | Partei                     | Anzahl             | %                  | Anzahl          | %               |
| -------------------------- | -------------------------- | ------------------ | ------------------ | --------------- | --------------- |
| Wahlberechtigte            | Wahlberechtigte            | 68.007             | 100,0              | 68.007          | 100,0           |
| Wähler                     | Wähler                     | 47.653             | 70,1               | 47.653          | 70,1            |
| Ungültige Stimmen          | Ungültige Stimmen          | 901                | 1,9                | 722             | 1,5             |
| Gültige Stimmen            | Gültige Stimmen            | 46.752             | 100,0              | 46.931          | 100,0           |
| davon                      |                            |                    |                    |                 |                 |
| Irmgard Klaff-Isselmann    | CDU                        | 7.791              | 16,8               | 8.414           | 17,9            |
| Tim Huß                    | SPD                        | 11.652             | 25,1               | 8,156           | 17,4            |
| Hildegard Förster-Heldmann | GRÜNE                      | 14.471             | 31,2               | 14.634          | 31,2            |
| Dennis Eckold              | DIE LINKE                  | 4.364              | 9,4                | 5.550           | 11,8            |
| Felix Letkemann            | FDP                        | 2.902              | 6,3                | 3.091           | 6,6             |
| Siegfried Elbert           | AfD                        | 3.934              | 8,5                | 4.114           | 8.8             |
| –                          | PIRATEN                    | –                  | –                  | 404             | 0,9             |
| –                          | FREIE WÄHLER               | –                  | –                  | 723             | 1,5             |
| –                          | NPD                        | –                  | –                  | 33              | 0,1             |
| Mandy Kleiber              | Die PARTEI                 | 840                | 1,8                | 555             | 1,2             |
| Falk Neumann               | ödp                        | 408                | 0,9                | 278             | 0,6             |
| –                          | Die Grauen                 | –                  | –                  | 81              | 0,2             |
| –                          | BüSo                       | –                  | –                  | 7               | 0,0             |
| –                          | AD-Demokraten              | –                  | –                  | 51              | 0,1             |
| –                          | Bündnis C                  | –                  | –                  | 56              | 0,1             |
| –                          | BGE                        | –                  | –                  | 89              | 0,2             |
| –                          | Die Violetten              | –                  | –                  | 38              | 0,1             |
| –                          | LKR                        | –                  | –                  | 15              | 0,0             |
| –                          | Menschliche Welt           | –                  | –                  | 28              | 0,1             |
| –                          | Die Humanisten             | –                  | –                  | 126             | 0,3             |
| –                          | Gesundheitsforschung       | –                  | –                  | 42              | 0,1             |
| –                          | Tierschutzpartei           | –                  | –                  | 370             | 0,8             |
| –                          | V-Partei³                  | –                  | –                  | 76              | 0,2             |

Der Wahlkreis wird durch die erstmals direkt gewählte Wahlkreisabgeordneten Hildegard Förster-Heldmann (Grüne) im Landtag vertreten.

## Wahl 2013
| Gegenstand der Nachweisung | Gegenstand der Nachweisung | Wahlkreis- stimmen | Wahlkreis- stimmen | Landes- stimmen | Landes- stimmen |
| Kreiswahlbewerber/in       | Partei                     | Anzahl             | %                  | Anzahl          | %               |
| -------------------------- | -------------------------- | ------------------ | ------------------ | --------------- | --------------- |
| Wahlberechtigte            | Wahlberechtigte            | 66.536             | 100,0              | 66.536          | 100,0           |
| Wähler                     | Wähler                     | 48.955             | 73,6               | 48.955          | 73,6            |
| Ungültige Stimmen          | Ungültige Stimmen          | 1.185              | 2,4                | 930             | 1,9             |
| Gültige Stimmen            | Gültige Stimmen            | 47.770             | 100,0              | 48.025          | 100,0           |
| davon                      |                            |                    |                    |                 |                 |
| Irmgard Klaff-Isselmann    | CDU                        | 14.058             | 29,4               | 13.474          | 28,1            |
| Michael Siebel             | SPD                        | 15.381             | 32,2               | 13.442          | 28,0            |
| Sandra Klein               | FDP                        | 1.302              | 2,7                | 2.063           | 4,3             |
| Hildegard Förster-Heldmann | GRÜNE                      | 10.156             | 21,3               | 10.713          | 22,3            |
| Ulrich Franke              | LINKE                      | 3.127              | 6,5                | 3.490           | 7,3             |
| –                          | FREIE WÄHLER               | x                  | x                  | 291             | 0,6             |
| –                          | NPD                        | x                  | x                  | 248             | 0,5             |
| –                          | REP                        | x                  | x                  | 70              | 0,1             |
| Gerhard Collmann           | PIRATEN                    | 1.870              | 3,9                | 1.877           | 3,9             |
| –                          | BüSo                       | x                  | x                  | 14              | 0,0             |
| –                          | ADd                        | x                  | x                  | 41              | 0,1             |
| –                          | Die Grauen                 | x                  | x                  | 37              | 0,1             |
| Wolfgang Schöhl            | AfD                        | 1.876              | 3,9                | 1.733           | 3,6             |
| –                          | AVIP                       | x                  | x                  | 22              | 0,0             |
| –                          | LUPe                       | x                  | x                  | 21              | 0,0             |
| –                          | ÖDP                        | x                  | x                  | 87              | 0,2             |
| –                          | Die PARTEI                 | x                  | x                  | 384             | 0,8             |
| –                          | PSG                        | x                  | x                  | 18              | 0,0             |

Neben Michael Siebel als Gewinner des Direktmandats sind aus dem Wahlkreis noch Irmgard Klaff-Isselmann über die Landesliste in den Landtag eingezogen.

## Wahl 2009
| Gegenstand der Nachweisung | Gegenstand der Nachweisung | Wahlkreis- stimmen | Wahlkreis- stimmen | Landes- stimmen | Landes- stimmen |
| Bewerber                   | Partei                     | Anzahl             | %                  | Anzahl          | %               |
| -------------------------- | -------------------------- | ------------------ | ------------------ | --------------- | --------------- |
| Wahlberechtigte            | Wahlberechtigte            | 62.360             | 100,0              | 62.360          | 100,0           |
| Wähler                     | Wähler                     | 38.491             | 61,7               | 38.491          | 61,7            |
| Ungültige Stimmen          | Ungültige Stimmen          | 1.264              | 3,3                | 990             | 2,6             |
| Gültige Stimmen            | Gültige Stimmen            | 37.227             | 100,0              | 37.501          | 100,0           |
| davon                      |                            |                    |                    |                 |                 |
| Rafael Reißer              | CDU                        | 12.107             | 32,5               | 10.203          | 27,2            |
| Michael Siebel             | SPD                        | 11.224             | 30,2               | 8.206           | 21,9            |
| Daniel Sabais              | FDP                        | 3.774              | 10,1               | 5.366           | 14,3            |
| Christian Grunwald         | GRÜNE                      | 7.661              | 20,6               | 9.720           | 25,9            |
| Walter Busch-Hübenbecker   | LINKE                      | 2.184              | 5,9                | 2.879           | 7,7             |
| –                          | REP                        | –                  | –                  | 91              | 0,2             |
| –                          | FREIE WÄHLER               | –                  | –                  | 378             | 1,0             |
| Klaus Dietrich             | NPD                        | 277                | 0,7                | 226             | 0,6             |
| –                          | PIRATEN                    | –                  | –                  | 367             | 1,0             |
| –                          | BüSo                       | –                  | –                  | 65              | 0,2             |

Neben Rafael Reißer als Gewinner des Direktmandats ist aus dem Wahlkreis noch Michael Siebel über die Landesliste in den Landtag eingezogen. 2011 schied Reißer aus dem Landtag aus, weil er Bürgermeister in Darmstadt wurde. Seine Wahlkreisstellvertreterin Irmgard Klaff-Isselmann übernahm das Mandat.

## Wahl 2008
| Gegenstand der Nachweisung | Gegenstand der Nachweisung | Wahlkreis- stimmen | Wahlkreis- stimmen | Landes- stimmen | Landes- stimmen |
| Bewerber                   | Partei                     | Anzahl             | %                  | Anzahl          | %               |
| -------------------------- | -------------------------- | ------------------ | ------------------ | --------------- | --------------- |
| Wahlberechtigte            | Wahlberechtigte            | 62.182             | 100,0              | 62.182          | 100,0           |
| Wähler                     | Wähler                     | 40.692             | 65,4               | 40.692          | 65,4            |
| Ungültige Stimmen          | Ungültige Stimmen          | 1.054              | 2,6                | 717             | 1,8             |
| Gültige Stimmen            | Gültige Stimmen            | 39.638             | 100,0              | 39.975          | 100,0           |
| davon                      |                            |                    |                    |                 |                 |
| Rafael Reißer              | CDU                        | 11.991             | 30,3               | 10.763          | 26,9            |
| Michael Siebel             | SPD                        | 16.480             | 41,6               | 15.887          | 39,7            |
| Iris Bachmann              | GRÜNE                      | 5.990              | 15,1               | 5.848           | 14,6            |
| Daniel Sabais              | FDP                        | 2.659              | 6,7                | 3.455           | 8,6             |
| –                          | REP                        | –                  | –                  | 204             | 0,5             |
| –                          | Die Tierschutzpartei       | –                  | –                  | 207             | 0,5             |
| –                          | BüSo                       | –                  | –                  | 17              | 0,0             |
| –                          | PSG                        | –                  | –                  | 23              | 0,1             |
| –                          | Volksabstimmung            | –                  | –                  | 34              | 0,1             |
| –                          | GRAUE                      | –                  | –                  | 87              | 0,2             |
| Ulrich Franke              | DIE LINKE                  | 2.105              | 5,3                | 2.698           | 6,7             |
| –                          | Die Violetten              | –                  | –                  | 26              | 0,1             |
| –                          | FAMILIE                    | –                  | –                  | 89              | 0,2             |
| Erik Seiler                | FREIE WÄHLER               | 413                | 1,0                | 167             | 0,4             |
| –                          | NPD                        | –                  | –                  | 204             | 0,5             |
| –                          | PIRATEN                    | –                  | –                  | 241             | 0,6             |
| –                          | UB                         | –                  | –                  | 25              | 0,1             |

## Wahl 2003
| Gegenstand der Nachweisung | Gegenstand der Nachweisung | Wahlkreis- stimmen | Wahlkreis- stimmen | Landes- stimmen | Landes- stimmen |
| Bewerber                   | Partei                     | Anzahl             | %                  | Anzahl          | %               |
| -------------------------- | -------------------------- | ------------------ | ------------------ | --------------- | --------------- |
| Wahlberechtigte            | Wahlberechtigte            | 60.897             | 100,0              | 60.897          | 100,0           |
| Wähler                     | Wähler                     | 38.453             | 63,1               | 38.453          | 63,1            |
| Ungültige Stimmen          | Ungültige Stimmen          | 999                | 2,6                | 787             | 2,0             |
| Gültige Stimmen            | Gültige Stimmen            | 37.454             | 100,0              | 37.666          | 100,0           |
| davon                      |                            |                    |                    |                 |                 |
| Rafael Reißer              | CDU                        | 15.662             | 41,8               | 14.072          | 37,4            |
| Michael Siebel             | SPD                        | 12.915             | 34,5               | 10.975          | 29,1            |
| Klaus Feuchtinger          | GRÜNE                      | 5.566              | 14,9               | 7.610           | 20,2            |
| Ralf Arnemann              | FDP                        | 1.862              | 5,0                | 3.379           | 9,0             |
| –                          | REP                        | –                  | –                  | 223             | 0,6             |
| –                          | Die Tierschutzpartei       | –                  | –                  | 262             | 0,7             |
| –                          | DIE FRAUEN                 | –                  | –                  | 139             | 0,4             |
| –                          | PBC                        | –                  | –                  | 113             | 0,3             |
| Rainer Keil                | DKP                        | 275                | 0,7                | 165             | 0,4             |
| –                          | ödp                        | –                  | –                  | 47              | 0,1             |
| –                          | BüSo                       | –                  | –                  | 25              | 0,1             |
| –                          | FAG Hessen                 | –                  | –                  | 507             | 1,3             |
| –                          | PSG                        | –                  | –                  | 18              | 0,0             |
| –                          | Schill                     | –                  | –                  | 131             | 0,3             |
| Sebastian Brückner         | UFFBASSE                   | 1.174              | 3,1                | –               | –               |

## Wahl 1999
| Gegenstand der Nachweisung | Gegenstand der Nachweisung | Wahlkreis- stimmen | Wahlkreis- stimmen | Landes- stimmen | Landes- stimmen |
| Bewerber                   | Partei                     | Anzahl             | %                  | Anzahl          | %               |
| -------------------------- | -------------------------- | ------------------ | ------------------ | --------------- | --------------- |
| Wahlberechtigte            | Wahlberechtigte            | 60.458             | 100,0              | 60.458          | 100,0           |
| Wähler                     | Wähler                     | 37.756             | 62,4               | 37.756          | 62,4            |
| Ungültige Stimmen          | Ungültige Stimmen          | 682                | 1,8                | 549             | 1,5             |
| Gültige Stimmen            | Gültige Stimmen            | 37.074             | 100,0              | 37.207          | 100,0           |
| davon                      |                            |                    |                    |                 |                 |
| Eva Ludwig                 | CDU                        | 14.341             | 38,7               | 13.478          | 36,2            |
| Michael Siebel             | SPD                        | 15.459             | 41,7               | 14.712          | 39,5            |
| Jürgen Barth               | GRÜNE                      | 4.984              | 13,4               | 5.802           | 15,6            |
| Theodor Ludwig             | F.D.P.                     | 1.202              | 3,2                | 2.064           | 5,5             |
| Heinrich Stiegelmeier      | REP                        | 475                | 1,3                | 485             | 1,3             |
| –                          | Die Tierschutzpartei       | –                  | –                  | 145             | 0,4             |
| Roswitha Emig              | DIE FRAUEN                 | 246                | 0,7                | 137             | 0,4             |
| –                          | PASS                       | –                  | –                  | 32              | 0,1             |
| Rainer Keil                | DKP                        | 122                | 0,3                | 77              | 0,2             |
| –                          | BüSo                       | –                  | –                  | 4               | 0,0             |
| –                          | FWG                        | –                  | –                  | 30              | 0,1             |
| –                          | PBC                        | –                  | –                  | 58              | 0,2             |
| –                          | DHP                        | –                  | –                  | 5               | 0,0             |
| Doris Schmitt-Maisch       | NATURGESETZ                | 73                 | 0,2                | 55              | 0,1             |
| –                          | ödp                        | –                  | –                  | 33              | 0,1             |
| Klaus Dietrich             | NPD                        | 63                 | 0,2                | 51              | 0,1             |
| Eugen Richter              | BFB-Die Offensive          | 39                 | 0,1                | 39              | 0,1             |
| Michaela Berger            | FAMILIE                    | 70                 | 0,2                | –               | –               |

## Wahl 1995
| Gegenstand der Nachweisung | Gegenstand der Nachweisung | Wahlkreis- stimmen | Wahlkreis- stimmen | Landes- stimmen | Landes- stimmen |
| Bewerber                   | Partei                     | Anzahl             | %                  | Anzahl          | %               |
| -------------------------- | -------------------------- | ------------------ | ------------------ | --------------- | --------------- |
| Wahlberechtigte            | Wahlberechtigte            | 62.191             | 100,0              | 62.191          | 100,0           |
| Wähler                     | Wähler                     | 40.145             | 64,6               | 40.145          | 64,6            |
| Ungültige Stimmen          | Ungültige Stimmen          | 1.311              | 3,3                | 686             | 1,7             |
| Gültige Stimmen            | Gültige Stimmen            | 38.834             | 100,0              | 39.459          | 100,0           |
| davon                      |                            |                    |                    |                 |                 |
| Kurt Weidmann              | SPD                        | 14.783             | 38,1               | 14.175          | 35,9            |
| Eva Ludwig                 | CDU                        | 13.059             | 33,6               | 12.081          | 30,6            |
| Georg Bartenschlager       | GRÜNE                      | 7.488              | 19,3               | 8.106           | 20,5            |
| Dieter Balzer              | F.D.P.                     | 2.227              | 5,7                | 3.352           | 8,5             |
| –                          | ÖDP                        | –                  | –                  | 86              | 0,2             |
| Sibylla Schömig            | GRAUE                      | 511                | 1,3                | 324             | 0,8             |
| –                          | REP                        | –                  | –                  | 434             | 1,1             |
| –                          | Solidarität                | –                  | –                  | 7               | 0,0             |
| –                          | APD                        | –                  | –                  | 103             | 0,3             |
| Rainer Keil                | DKP                        | 148                | 0,4                | 82              | 0,2             |
| Alfred Solf                | NPD                        | 375                | 1,0                | 190             | 0,5             |
| –                          | DHP                        | –                  | –                  | 10              | 0,0             |
| –                          | f.NEP                      | –                  | –                  | 39              | 0,1             |
| Doris Schmitt-Maisch       | NATURGESETZ                | 243                | 0,6                | 115             | 0,3             |
| –                          | BFB                        | –                  | –                  | 159             | 0,4             |
| –                          | PBC                        | –                  | –                  | 132             | 0,3             |
| –                          | STATT Partei               | –                  | –                  | 64              | 0,2             |

## Wahl 1991
| Gegenstand der Nachweisung | Gegenstand der Nachweisung | Wahlkreis- stimmen | Wahlkreis- stimmen | Landes- stimmen | Landes- stimmen |
| Bewerber                   | Partei                     | Anzahl             | %                  | Anzahl          | %               |
| -------------------------- | -------------------------- | ------------------ | ------------------ | --------------- | --------------- |
| Wahlberechtigte            | Wahlberechtigte            | 64.043             | 100,0              | 64.043          | 100,0           |
| Wähler                     | Wähler                     | 43.737             | 68,3               | 43.737          | 68,3            |
| Ungültige Stimmen          | Ungültige Stimmen          | 1.335              | 3,1                | 606             | 1,4             |
| Gültige Stimmen            | Gültige Stimmen            | 42.402             | 100,0              | 43.131          | 100,0           |
| davon                      |                            |                    |                    |                 |                 |
| Otti Geschka               | CDU                        | 14.243             | 33,6               | 13.850          | 32,1            |
| Kurt Weidmann              | SPD                        | 17.485             | 41,2               | 16.905          | 39,2            |
| Daniela Wagner-Pätzhold    | GRÜNE                      | 6.804              | 16,0               | 7.538           | 17,5            |
| Ruth Wagner                | F.D.P.                     | 3.236              | 7,6                | 3.488           | 8,1             |
| –                          | REP                        | –                  | –                  | 594             | 1,4             |
| Sibylle Schömig            | DIE GRAUEN                 | 634                | 1,5                | 420             | 1,0             |
| –                          | ÖDP                        | –                  | –                  | 166             | 0,4             |
| –                          | PBC                        | –                  | –                  | 170             | 0,4             |

## Wahl 1987
|                         | Partei            | Anzahl | %     |
| ----------------------- | ----------------- | ------ | ----- |
| Wahlberechtigte         | Wahlberechtigte   | 62.833 | 100,0 |
| Wähler                  | Wähler            | 48.684 | 77,5  |
| Ungültige Stimmen       | Ungültige Stimmen | 556    | 1,1   |
| Gültige Stimmen         | Gültige Stimmen   | 48.128 | 100,0 |
| davon                   |                   |        |       |
| Kurt Weidmann           | SPD               | 18.169 | 37,8  |
| Otti Geschka            | CDU               | 17.314 | 36,0  |
| Ruth Wagner             | F.D.P.            | 4.294  | 8,9   |
| Daniela Wagner-Pätzhold | GRÜNE             | 8.129  | 16,9  |
| Karl-Heinz Fein         | DKP               | 131    | 0,3   |
| Günter Mende            | BUNTE             | 91     | 0,2   |

## Wahl 1983
|                    | Partei            | Anzahl | %     |
| ------------------ | ----------------- | ------ | ----- |
| Wahlberechtigte    | Wahlberechtigte   | 61.317 | 100,0 |
| Wähler             | Wähler            | 49.767 | 81,2  |
| Ungültige Stimmen  | Ungültige Stimmen | 433    | 0,9   |
| Gültige Stimmen    | Gültige Stimmen   | 49.334 | 100,0 |
| davon              |                   |        |       |
| Otti Geschka       | CDU               | 16.840 | 34,1  |
| Christel Trautmann | SPD               | 22.463 | 45,5  |
| Heinrich Ruhemann  | GRÜNE             | 5.320  | 10,8  |
| Ruth Wagner        | F.D.P.            | 4.058  | 8,2   |
| Peter Knopf        | DKP               | 171    | 0,3   |
| Dieter Haberstroh  | LD                | 299    | 0,6   |
| Klaus Rohmig       | DS                | 156    | 0,3   |
| Renate Rumpf       | EAP               | 27     | 0,1   |

## Bisherige Wahlkreissieger
Direkt gewählte Abgeordnete des Wahlkreises Darmstadt-Stadt I waren:
| Jahr | Direktkandidat             | Partei | Stimmen in % |
| ---- | -------------------------- | ------ | ------------ |
| 2018 | Hildegard Förster-Heldmann | GRÜNE  | 31,3         |
| 2013 | Michael Siebel             | SPD    | 32,2         |
| 2009 | Rafael Reißer              | CDU    | 32,5         |
| 2008 | Michael Siebel             | SPD    | 41,6         |
| 2003 | Rafael Reißer              | CDU    | 41,8         |
| 1999 | Michael Siebel             | SPD    | 41,7         |
| 1995 | Kurt Weidmann              | SPD    | 38,1         |
| 1991 | Kurt Weidmann              | SPD    | 41,2         |
| 1987 | Kurt Weidmann              | SPD    | 37,8         |
| 1983 | Christel Trautmann         | SPD    | 45,5         |
| 1982 | Christel Trautmann         | SPD    | 41,8         |
| 1978 | Christel Trautmann         | SPD    | 44,4         |
| 1974 | Peter Benz                 | SPD    | 43,9         |
| 1970 | Heribert Wenzel            | SPD    | 45,5         |

## Der Wahlkreis bis 1966
Zwischen 1950 und 1966 bestand gemäß dem hessischen Landtagswahlgesetz vom 18. September 1950 der Wahlkreis 43, der den ganzen Stadtkreis Darmstadt umfasste. Dieser Wahlkreis umfasste neben dem heutigen Wahlkreis Darmstadt-Stadt I noch die zu Darmstadt selbst gehörenden Teile des heutigen Wahlkreis Darmstadt-Stadt II.
| Jahr | Direktkandidat | Partei | Erststimmen in % |
| ---- | -------------- | ------ | ---------------- |
| 1966 | Georg Schäfer  | SPD    | 49,8             |
| 1962 | Georg Schäfer  | SPD    | 49,0             |
| 1958 | Ludwig Engel   | SPD    | 46,4             |
| 1954 | Gustav Feick   | SPD    |                  |
| 1950 | Ludwig Metzger | SPD    |                  |

Bei der Landtagswahl in Hessen 1946 war der heutige Wahlkreis Teil des Wahlkreises I. Gewählt wurden:
- Ludwig Bergsträsser (SPD)
- Christian Stock (SPD)
- Heinrich von Brentano (CDU)
- Ludwig Keil (KPD)